# Kaskari Ábrahám
Kaskari Ábrahám  (503 – 586) szerzetes volt.
A kelet-szíriai monasztikus hagyomány egyik legkiemelkedőbb alakja volt. A cenobita életmód fejlesztésében és elterjesztésében vállalt nagy szerepe miatt a nesztoriánusok a „Rabba", azaz „Nagy" jelzővel illetik. Dadwaran községből származott, először az arabok közt tevékenykedett, utána hosszabb időn át a Szkétisz és a Sínai-félsziget monachusai közt élt. Ezután Niszibisz iskolájába került oktatónak, tanítványaival együtt alapította meg (571 előtt) a híres izlai monostort, amelyet a „Kelet Nagy Monostora” néven szokás említeni. A közösség 571-ben készült regulája fennmaradt. A perzsa uralom alatt a monostor igen fontos szerepet töltött be a szíriai keresztények körében. Kaskar olyan monasztikus reform elindítója is volt, amely lassanként a perzsiai monostorok világára is komoly hatást gyakorolt. 
Szír nyelvű életrajza említést tesz tanítványairól is, akik újabb monostorok sorát létesítették. Egy történetíró megjegyzése szerint Izla az volt a monasztikusok számára, mint Athén a filozófusok számára. Egyik tanítványa, Nagy Babai Rabba szerint „Ábrahám a kelet valamennyi monostorának feje és mestere lett, elsőszülött a perzsák területén, a remeték feje ls vezetője”. Ábrahám mintegy húsz éven át vezette a közösséget. Utódja, Dadjesu (? – 604) volt.